# Stéphanie Possamaï
Stéphanie Possamaï, född den 30 juli 1980 i Bordeaux, Frankrike, är en fransk judoutövare.
Hon tog OS-brons i damernas halv tungvikt i samband med de olympiska judotävlingarna 2008 i Peking.